# Bonaria phyllanthi
Bonaria phyllanthi är en svampart som beskrevs av Bat. & C.A.A. Costa 1956. Bonaria phyllanthi ingår i släktet Bonaria och familjen Micropeltidaceae.   Inga underarter finns listade i Catalogue of Life.